# I'd Rather Believe in You
I'd Rather Believe in You je trinaesti studijski album američke pjevačice Cher koji je u listopadu 1976. izdala izdavačka kuća Warner Bros. Records. Ovaj je album poput pojedinih prethodnika doživio komercijalni neuspjeh i nije se pojavio ni na jednoj top ljestvici.

## Informacije o albumu
Budući da je Stars bio financijski promašaj, Cher se na ovom albumu vraća pop pjesmama narativnog sadržaja. Album je promašio top ljestvice a javnost nije na njega obraćala pozornost. Producent albuma Micheal Omartian je izjavio da je za to kriv "manjak promocije".
Cher je album snimala dok je bila trudna, očekujući svoje drugo dijete, sina Elijah Blue Allmana. Na pozadini albuma mu je napisala posvetu: I posebno hvala Elijahi što je pričekao do dana kada sam završila album. Cher.
1976. godine Cher je snimila još dvije pjesme: prva je bila duet s Harry Nilssonom, "A Love Like Yours (Don't Come Knockin' Everyday), dok je druga bila "Pirate" (s albuma Cherished koji je izašao iduće godine) koja je izdana kao bonus pjesma na određenim izdanjima album I'd Rather Believe in You  kao uvodna pjesma.
Album nije nikada izdan na CD-u, a jedini CD-ovi koji se mogu naći nisu originalni. Po zadnjim informacijama Cher posjeduje sva prava u vezi albuma te Warner Bros. nije u mogućnosti da ga reizda.
Popis pjesama:
Strana A
1. "Long Distance Love Affair" (Michael Price, Dan Walsh) 2:45
2. "I'd Rather Believe in You" (Michael Omartian, Stormie Omartian) 3:45
3. "I Know (You Don't Love Me)" (Barbara George) 2:54
4. "Silver Wings & Golden Rings" (Gloria Sklerov, Molly Ann Leikin) 3:20
5. "Flashback" (Artie Wayne, Alan O'Day) 3:53

Strana B
1. "It's a Cryin' Shame" (Dennis Lambert, Brian Potter) 2:49
2. "Early Morning Strangers" (Barry Manilow, Hal David) 3:43
3. "Knock on Wood" (Eddie Floyd, Steve Cropper) 3:30
4. "Spring" (John Tipton) 4:23
5. "Borrowed Time" (John M. Hill, William Soden, Joe Weber, Spencer Michlin) 2:57

## Produkcija
- glavni vokal: Cher
- gitara i mandolina: Jay Graydon
- bubnjevi i programiranje: Jeff Porcaro
- producent: Steve Barri
- producent: Michael Omartian
- inženjer zvuka: Phil Kaye
- umjetničko usmjerenje: Ed Thrasher
- fotografija: Norman Seeff